# Chiesa dei Santi Giovanni Battista e Vittore
La chiesa collegiata dei Santi Giovanni Battista e Vittore è un edificio religioso che si trova a San Vittore, nel Cantone dei Grigioni.

## Storia
La costruzione, che originariamente era a navata singola, viene citata per la prima volta in documenti storici risalenti al 1219. Nel 1498 venne costruito il portale principale. Nel 1512 vennero ricostruite le coperture delle navate laterali, mentre nel 1713 venne rialzata quella centrale. 
Il campanile, impostato su una torre romanica del XIII secolo, venne sopralzato durante il periodo barocco.

## Descrizione
La chiesa si presenta con una pianta a tre navate, sovrastate da una copertura a volta.